# Vorwerk

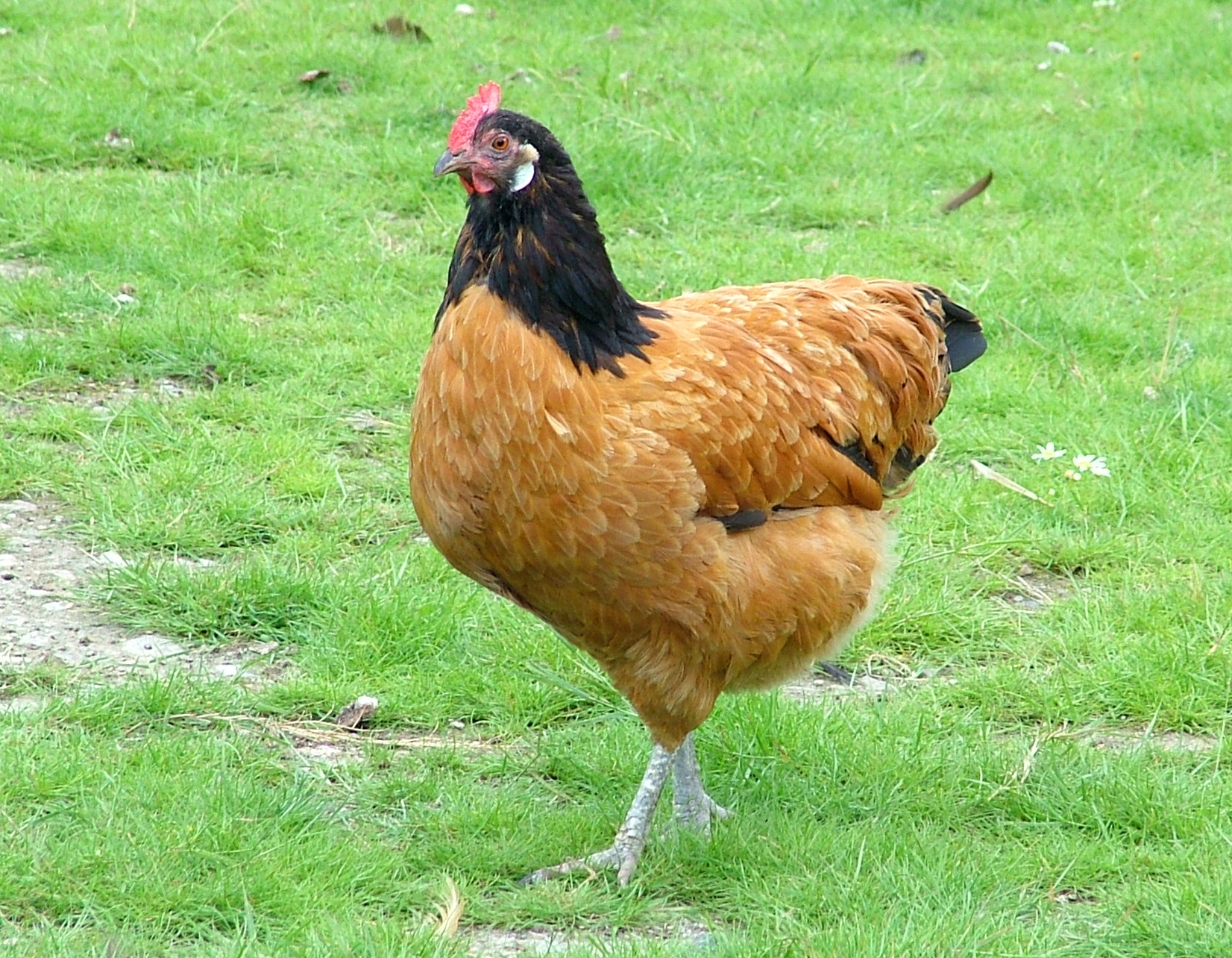
Vorwerk, höna

Vorwerk är en lätt hönsras från Hamburg i Tyskland. Det avlades fram i början av 1900-talet av Oskar Vorwerk, köpman och fjäderfäuppfödare. Rasen påminner delvis om lakenfelder, förutom till färgen, vorwerk är alltid gul och svart i färgen medan lakenfelder är vit och svart. Den svarta färgen hos vorwerk är begränsad till halsbehänget och stjärten, resten av kroppen skall helst vara helt gul. Kam och haklappar är röda. Omkring örat är den vit. 
Vorwerk är en bra kombinationsras med god kött- och äggproduktion. En höna väger 2-2,5 kilogram och en tupp väger omkring 3 kilogram. Äggen har en gulaktig skalfärg och äggvikten är cirka 55 gram. Hönorna har inte så stark ruvlust. Tillväxttakten för kycklingarna är snabb och rasen blir fullt befjädrad tidigt. 
Det förekommer även en dvärgvariant av rasen, framavlad i Tyskland. En höna av dvärgvarianten väger cirka 700 gram, en tupp 900 gram. Äggvikten för dvärgvarianten är ungefär 35 gram.

## Färger
- Gul/svart